# Kasulu (Distrikt)
Kasulu ist ein Distrikt in der tansanischen Region Kigoma. Das Verwaltungszentrum ist in Kasulu, der zweitgrößten Stadt der Region. Der Distrikt grenzt im Norden an Burundi, im Osten an den Distrikt Kibondo, im Süden an den Distrikt Uvinza und im Westen an die Distrikte Kasulu (TC) und Buhigwe.

## Geographie
Der Distrikt hat eine Größe von 5324 Quadratkilometer und 537.767 Einwohner (Volkszählung 2022). Das Land liegt auf einem hügeligen Hochplateau, das bis 1700 Meter über dem Meer ansteigt. Der westliche Teil wird über kleine Flüsse in den Tanganjikasee entwässert, der Osten über den Fluss Malagarasi, der die Ostgrenze bildet und weiter im Süden auch in den Tanganjikasee mündet.
Das Klima in Kasulu ist tropisch, Aw nach der effektiven Klimaklassifikation. Die Niederschläge fallen hauptsächlich von November bis April, wo es monatlich über 150 Millimeter regnet. Die Monate Juni, Juli und August sind sehr trocken. Im Durchschnitt regnet es 1200 Millimeter im Jahr. Die Jahresdurchschnittstemperatur liegt bei 22 Grad Celsius, am kühlsten ist es im Juli mit 19,7 Grad, der wärmste Monat ist der September mit 21,9 Grad Celsius.

## Geschichte
Der Distrikt wurde im Jahr 1984 eingerichtet.

## Verwaltungsgliederung
In Kasulu gibt es einen Wahlkreis (Jimbo) Kasulu Vijijini und 21 Bezirke (Wards):
- Asante Nyerere
- Bugaga
- Buhoro
- Heru Ushingo
- Kagera Nkanda
- Kalela
- Kigembe
- Kitagata
- Kitanga
- Kurugongo
- Kwaga
- Makere
- Muzye
- Nyachenda
- Nyakitonto
- Nyamidaho
- Nyamnyusi
- Rungwe Mpya
- Rusesa
- Shunguliba
- Titye

| Die größte ethnische Gruppe in Kasulu sind die Ha. Im Jahr 2002 hatte der Distrikt 246.193 Einwohner, die Zahl stieg 418.511 im Jahr 2012 und weiter auf 468.679 im Jahr 2016. Das entspricht einem Wachstum von 70 Prozent. Bei der Volkszählung 2022 lebten 537.767 Menschen in 102.332 Haushalten. Im Jahr 2012 sprachen rund sechzig Prozent der Über-Fünfjährigen Swahili. Die Analphabetenrate lag bei 38 Prozent. In der Grafik rechts sind zum Vergleich die Werte des Stadt-Distriktes Kasulu (TC) angegeben. | Die zur Anzeige dieser Grafik verwendete Erweiterung wurde dauerhaft deaktiviert. Wir arbeiten aktuell daran, diese und weitere betroffene Grafiken auf ein neues Format umzustellen. (Mehr dazu) Kasulu (Distrikt) | Die zur Anzeige dieser Grafik verwendete Erweiterung wurde dauerhaft deaktiviert. Wir arbeiten aktuell daran, diese und weitere betroffene Grafiken auf ein neues Format umzustellen. (Mehr dazu) Kasulu (TC) |

- Bildung: Im Distrikt gibt es 77 Grundschulen und 18 weiterführende Schulen.[9]
- Energie: Der Distrikt ist nicht an das nationale Stromnetz angeschlossen. Es gibt ein von der Tanzania Electric Supply Company (TANESCO) seit 2011 betriebenes Diesel-Kraftwerk mit 2*1,25 Megawatt Leistung, das Strom für die Stadt Kasulu, Buhigwe und Makere liefert. Von den Haushalten benutzen neunzig Prozent Holz als Energiequelle zum Kochen (Stand 2015).[10][11]

## Wirtschaft und Infrastruktur
- Landwirtschaft: Der wichtigste Wirtschaftszweig ist die Landwirtschaft, sie generiert 85 Prozent des Einkommens. Die Hauptanbauprodukte für den Eigenbedarf sind Mais, Bohnen, Maniok und Bananen, für den Verkauf werden Tabak und Kaffee angebaut.[1][5]
- Straßen: Durch den Distrikt verläuft die Nationalstraße T9, die von Mpanda im Süden kommend den Distrikt durchquert und nach Norden nach Biharamulo führt. Südlich von der Stadt Kasulu zweigt die Nationalstraße T19 nach Kigoma ab.[12]

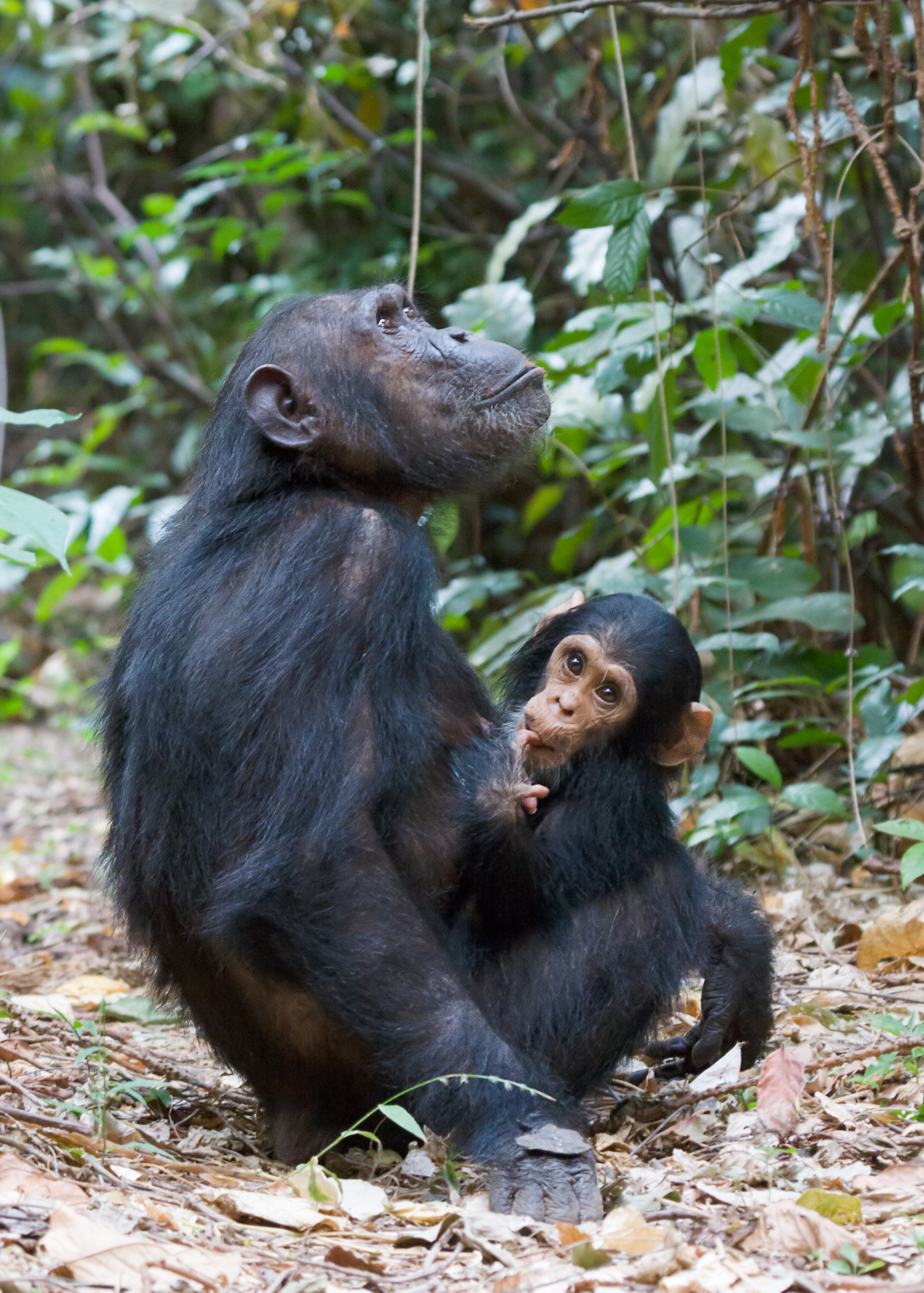
Schimpansenmutter mit Kind im Gombe-Stream-Nationalpark.

## Sehenswürdigkeiten
Gombe-Stream-Nationalpark: Mit 52 Quadratkilometer ist dies einer der kleinsten Nationalparks in Tansania. Er liegt in den Distrikten Kigoma und Kasulu und ist wegen der hier von Jane Goodall erforschten Schimpansen bekannt.

## Sonstiges
- Flüchtlinge: Seit den 1960er Jahren fliehen Menschen wegen verschiedener Konflikte aus der Republik Kongo nach Tansania. Einen ersten Höhepunkt hatte die Flüchtlingswelle im Jahr 1996. Bis 2014 waren fast eine halbe Million Menschen aus dem Kongo geflohen.[15] Im Jahr 2016 lebten 137.843 Flüchtlinge im Flüchtlingslager Nyarugusu.[16]